# Episodi di Unstable (prima stagione)
La prima stagione della serie televisiva Unstable, composta da 8 episodi, è stata interamente pubblicata sul servizio di video on demand Netflix il 30 marzo 2023 in tutti i territori in cui il servizio è disponibile.
| Nº | Titolo originale                       | Titolo italiano                               | Pubblicazione Germania | Pubblicazione Italia |
| -- | -------------------------------------- | --------------------------------------------- | ---------------------- | -------------------- |
| 1  | Unstable                               | Instabile                                     | 30 marzo 2023          | 30 marzo 2023        |
| 2  | Engaged, Focused and Ridiculously Sane | Coinvolto, concentrato e incredibilmente sano | 30 marzo 2023          | 30 marzo 2023        |
| 3  | The Wizard of Odd                      | Il Mago di StrambOz                           | 30 marzo 2023          | 30 marzo 2023        |
| 4  | Pilgrims and Sex Parties               | Pellegrini e sex party                        | 30 marzo 2023          | 30 marzo 2023        |
| 5  | Beautiful Birthday Bastards            | Bellissimi bimbi bastardi                     | 30 marzo 2023          | 30 marzo 2023        |
| 6  | The Ballad of Eduardo                  | La ballata di Eduardo                         | 30 marzo 2023          | 30 marzo 2023        |
| 7  | Roasting For Beginners                 | Tecniche di punzecchiatura per principianti   | 30 marzo 2023          | 30 marzo 2023        |
| 8  | A Dragon's Fire                        | Il fuoco di Dragon                            | 30 marzo 2023          | 30 marzo 2023        |